# Composto (heráldica)

Brasão de armas de Beaufort, condes e duques de Somerset, sendo as armas reais da Inglaterra diferenciada com uma bordadura composta de argento e azure

Em heráldica, uma peça composta  é constituída por uma linha de quadrados alternando esmaltes; mais frequente afetando a bordadura.

Os condes capetianos de Évreux diferenciaram as armas reais francesas com uma curvatura composta.

Certas cargas não podem ser compostas, por razões práticas, tais como, em geral, cargas comuns, e o chefe geralmente não são longos e finos como uma linha de composto é.
Frequentemente apenas duas figuras são usadas, mas as armas de Fórmias, Itália, mostram uma bordadura incomum que poderia ser blasonada composta de 24 vert, gules, argent, vert, argent, gules.
Uma variante é contra-composto, com duas linhas de quadrados.
Uma bordadura composta pode ser usada como uma diferença para delinear a brisura e com frequência indica um filho ilegítimo, reconhecido mas legalmente barrado da herança do estados feudais de seu pai. O primeiro Conde de Somerset foi mais tarde legitimado (permitido herdar os estados feudais) por um ato do Parlamento, mas ainda manteve suas armas originais como também as ostentou a seus descendentes legítimos.
Um banda ou faixa billety-contra-billety é, no efeito, chequy de três linhas de placas esticadas (ao invés de quadrados), como nas armas de Cullimore no Canadá: Azure; uma faixa billetty contra billetty gules e argent, entre, no chefe, duas crescentes e, na base, uma roda ou; uma borduradura ou para diferença (é encontrado em Scots Public Register, vol 52, p 82).
Algumas vezes arranjos semelhantes ao composto, como nas armas do Duque de Vargas Machuca, não são descritos dessa forma no brasão.  O brasão de armas do 108th Aviation Regiment of the United States Army é blasonado bordered gyronny of ten; em muitos casos uma bordadura gyronny não seria distinta de uma bordadura composta.